# 阿蘭·西格

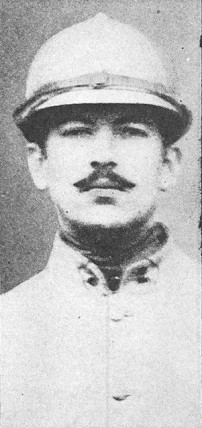
阿蘭·西格

阿蘭·西格（Alan Seeger）（1888年6月22日—1916年7月4日），美國詩人。

## 生平
他在第一次世界大戰期間參與法國外籍軍團，於索姆河戰役喪生。西格的的姪子是美國民謠歌手皮特·西格，他是T·S·艾略特在哈佛大學的同班同學。他是迷惘的一代成員。